# Corriente Ecuatorial del Sur

En negro la Corriente ecuatorial del sur

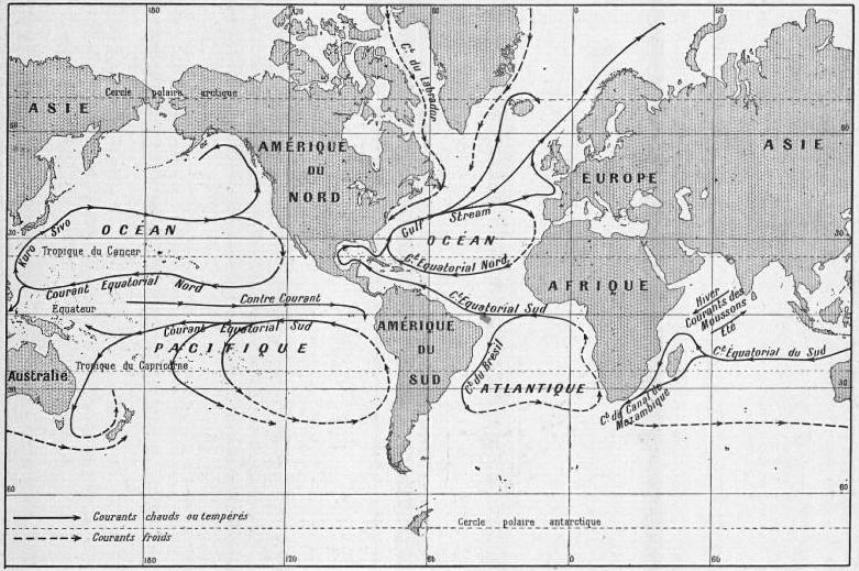
Mapa de 1910

Se conoce como corriente Ecuatorial del Sur a un conjunto de corrientes marinas cálidas y superficiales situadas en el ecuador terrestre o al sur de este, y está conformado por las corrientes ecuatoriales del Pacífico, Atlántico e Índico. Estas corrientes son de gran caudal, se sitúan aproximadamente entre los paralelos 8-10° Sur y 5° Norte; y fluyen de este a oeste al igual que los vientos alisios del este.
Dentro del hemisferio sur, cada corriente Ecuatorial del Sur es una rama hacia el oeste de cada giro oceánico de gran escala. Estos giros son movidos por la combinación de los vientos alisios en los trópicos y los vientos del oeste que se encuentran al sur de alrededor del Paralelo 30 Sur, a través de un proceso bastante complicado que incluye la intensificación de la corriente de frontera oeste. En el ecuador, la corriente Ecuatorial del Sur es movida directamente por los vientos alisios que soplan desde el este o del sureste, aunque también actúan otras fuerzas.
Estacionalmente se desplaza de un hemisferio al otro debido a la influencia de los vientos y a la migración de la zona de convergencia intertropical. Estas corrientes juegan un rol central en el clima de la Tierra, debido a la influencia de la temperatura en grandes superficies oceánicas.
La corriente Ecuatorial del Sur forma parte de la circulación ecuatorial, la cual está también conformada por la corriente Ecuatorial del Norte, la contracorriente ecuatorial y la corriente de Cromwell, está última es una contracorriente subsuperficial que fluye en el ecuador debajo de la corriente Ecuatorial del Sur y en sentido contrario a esta.

## En el Pacífico

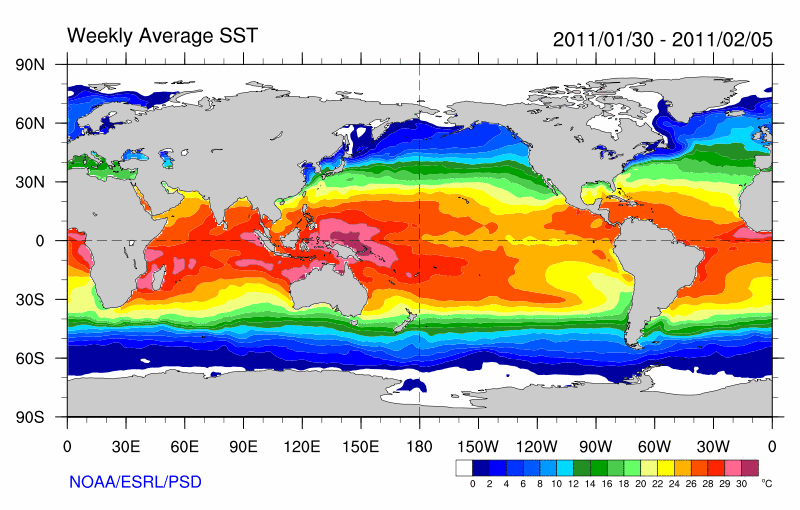
Mapa de la temperatura oceánica durante La Niña de febrero de 2011. Obsérvese el enfriamiento de la corriente Ecuatorial del Sur y el calentamiento de la piscina cálida del Pacífico Occidental.

La corriente Ecuatorial del Sur forma parte del giro oceánico del Pacífico sur, el cual incluye a corrientes como la de Australia Oriental al oeste; la corriente del Pacífico Sur y la corriente circumpolar antártica al sur; y la corriente de Humboldt al este. Siendo el Pacífico el mayor océano de la Tierra, es donde se producen los mayores contrastes en sus extremos: La corriente nace en las aguas relativamente frías de las proximidades de las islas Galápagos, cerca de Ecuador y norte de Perú, donde las aguas superficiales son las más frías a esta latitud; luego en su recorrido presenta un calentamiento continuo, llegando hasta las aguas de la Piscina cálida del Pacífico occidental en aguas de Melanesia e Indonesia, mar que es considerado el más cálido del mundo, tal como se observa en el mapa adjunto. La variación anómala de la velocidad de la corriente y de los vientos, está íntimamente relacionada con el patrón climático de El Niño-Oscilación del Sur (ENSO); pues una corriente más lenta se relaciona con El Niño, mientras que una corriente más rápida se relaciona con La Niña.

## En el Atlántico
Aquí, la corriente Ecuatorial del Sur está impulsada por los vientos alisios del sureste. Proviene de la corriente de Benguela cerca de África y al acercarse al Brasil se bifurca en una corriente mayor hacia el norte: la corriente del Caribe, y en una menor hacia el sur: la corriente del Brasil. Estacionalmente se desplaza hacia el norte con un máximo en julio y hacia el sur con un máximo en noviembre.

## En el Índico
En el océano Índico, la corriente Ecuatorial del Sur está bien desarrollada solo al sur del ecuador. Directamente sobre el ecuador, los vientos revierten dos veces al año debido a los monzones, y de esa manera la corriente superficial puede estar en dirección este u oeste. Esta corriente se inicia a partir de aguas de Indonesia y de la corriente de Australia Occidental y termina en aguas africanas al dividirse en varias corrientes de frontera hacia el sur o sureste, tales como la corriente de las Agujas, corriente de Mozambique y la corriente del este de Madagascar.

## Origen y factores de influencia
Al igual que otras corrientes oceánicas, las fuerzas que actúan en esta corriente son el calentamiento solar, la rotación de la Tierra, los vientos, la gravedad, la traslación de la Tierra y el efecto Coriolis/Eötvös, presentándose la influencia de otras corrientes, la configuración de las costas, tamaño del océano y patrones de oscilación como ENOS (El Niño).
La principal fuerza que origina y actúa sobre el sistema de la corriente Ecuatorial del Sur es el calentamiento solar. El ecuador terrestre está situado en la zona con mayor calentamiento oceánico debido a su posición geográfica. Como la corriente nace de aguas frías, el continuo calentamiento produce la dilatación del agua, formando una colina de agua que se va desplazando por acción de la pendiente. El calentamiento del agua se transfiere calentando el aire, el cual se dilata produciendo corrientes de aire que fortalecen los vientos alisios. La rotación de la Tierra genera el desplazamiento aparente del Sol hacia el oeste, por lo que los efectos del calentamiento van en esa dirección tanto en el agua como en el aire. Los vientos son un factor fundamental que impulsa la corriente, pues un viento que sopla durante 10 horas a través del océano hará que las aguas superficiales fluyan a aproximadamente el 2% de la velocidad del viento. Esto, sumado a la dilatación del agua, producen que el agua se acumule en la dirección en que sopla el viento, haciendo que cerca del ecuador el agua tenga unos 8 centímetros de altura mayor que en las latitudes medias, lo cual causa una pendiente muy leve pero efectiva, y por acción de la fuerza de gravedad, el agua fluirá por la pendiente.

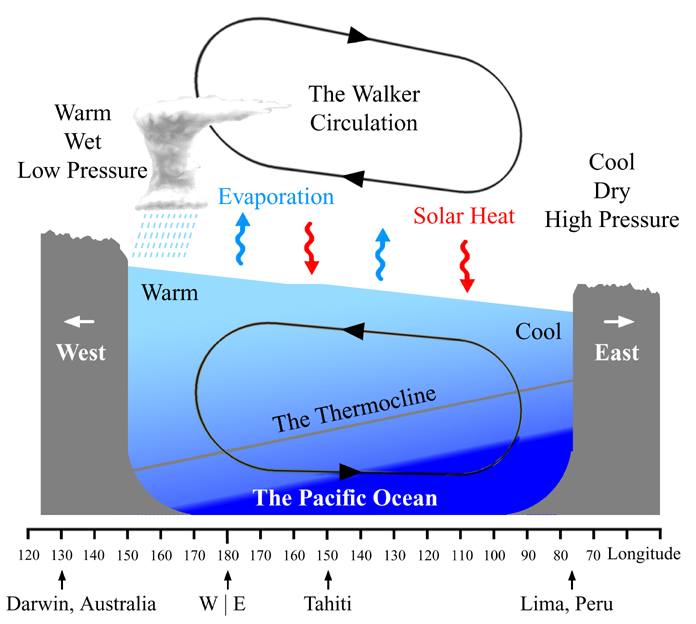
Mientras en la atmósfera se produce la circulación de Walker, en las profundidades actúa la termoclina, la cual divide la corriente Ecuatorial del Sur de la contracorriente submarina de Cromwell.

En las zona de convergencia intertropical convergen los vientos alisios del sur con los del norte, lo que forma parte de la Célula de Hadley, pero frecuentemente estos vientos viran produciéndose los vientos del este, importantes impulsores de la corriente ecuatorial y generadores de la circulación de Walker.
La rotación de la Tierra genera además una fuerza centrífuga que es mayor en el ecuador terrestre, produciendo un ensanchamiento ecuatorial que afecta a la litósfera, la atmósfera y el planeta en general. Esto sumado al efecto Coriolis/Eötvös, refuerza la intensidad, dirección y una trayectoria paralela de la corriente con la línea ecuatorial. 
La traslación de la Tierra determina la estacionalidad de la corriente, la cual migra anualmente de norte a sur debido al desplazamiento de la zona de convergencia intertropical y de los ecuadores climáticos.